# Tobias Dahm
Pour les articles homonymes, voir Dahm.
Tobias Dahm (né le 23 mai 1987 à Böblingen) est un athlète allemand, spécialiste du lancer du poids.
Il est finaliste des Championnats du monde en salle 2016 et des Championnats d'Europe 2016. Ses meilleurs jets sont de 20,38 m à Cassel et de 20,56 m à Sassnitz, tous les deux en 2016.